# Phyliss J. Anderson
Phyliss J. Anderson ha estat la primera dona elegida cap de la Banda Mississipi d'indis choctaw. Phyliss J. Anderson succeí al Miko Beasley Denson després que el comitè electoral va concloure ek recompte de vots el dimecres 6 de juliol de 2011. Anderson va aplegar 1.971 vots i derrotà Beasley Denson qui n'aplegà 1.618. Phyliss Anderson va jurar en el seu nou càrrec el 12 de juliol de 2011. És el quart cap tribal escollit directament per la Banda Mississippi d'indis choctaw després del restabliment del govern tribal en 1945.
Ella va assumir el càrrec "en un moment en què els negocis més lucratius de la tribu han estat objecte d'escrutini, incloent una batuda de l'FBI al Pearl River Resort and Casino en juliol de 2011", dient que "l'estabilitat financera" seria el seu "objectiu prioritari," i "va prometre que no anava a tolerar la intimidació, l'ús de tàctiques de por i/o amenaces als treballs.'"
Anderson és "graduada del Choctaw Central High School i East Central Community College."
En desembre de 2011, ella fou "seleccionada per a presentar el President Barack Obama... en la Tercera Conferència Anual de Nacions Tribals a la Casa Blanca."
Actuant com a Cap Tribal i President del hoctaw Resort Development Enterprise el febrer de 2012 va signar un paquet de préstecs de 78 milions de dòlars amb Trustmark per refinançar "el Mississippi Choctaw Pearl River Resort a Choctaw i el Bok Homa Casino al comtat de Jones."
L'octubre de 2012 es va posar un retrat de la cap Anderson al Museu d'Agricultura i Forestal de Mississipi.